# 柯瑞·克涅貝爾
柯瑞·安德魯·克涅貝爾（英語：Corey Andrew Knebel，1991年11月26日—），為美國職棒大聯盟的投手，目前為自由球員。他先前曾效力過老虎、釀酒人、道奇與費城人等隊。

## 職業生涯

### 底特律老虎
2013年美國職棒大聯盟選秀，克涅貝爾在首輪39順位被老虎隊選走。克涅貝爾一年期間就迅速從1A一路升上3A，最後他在2014年5月24日登上大聯盟。

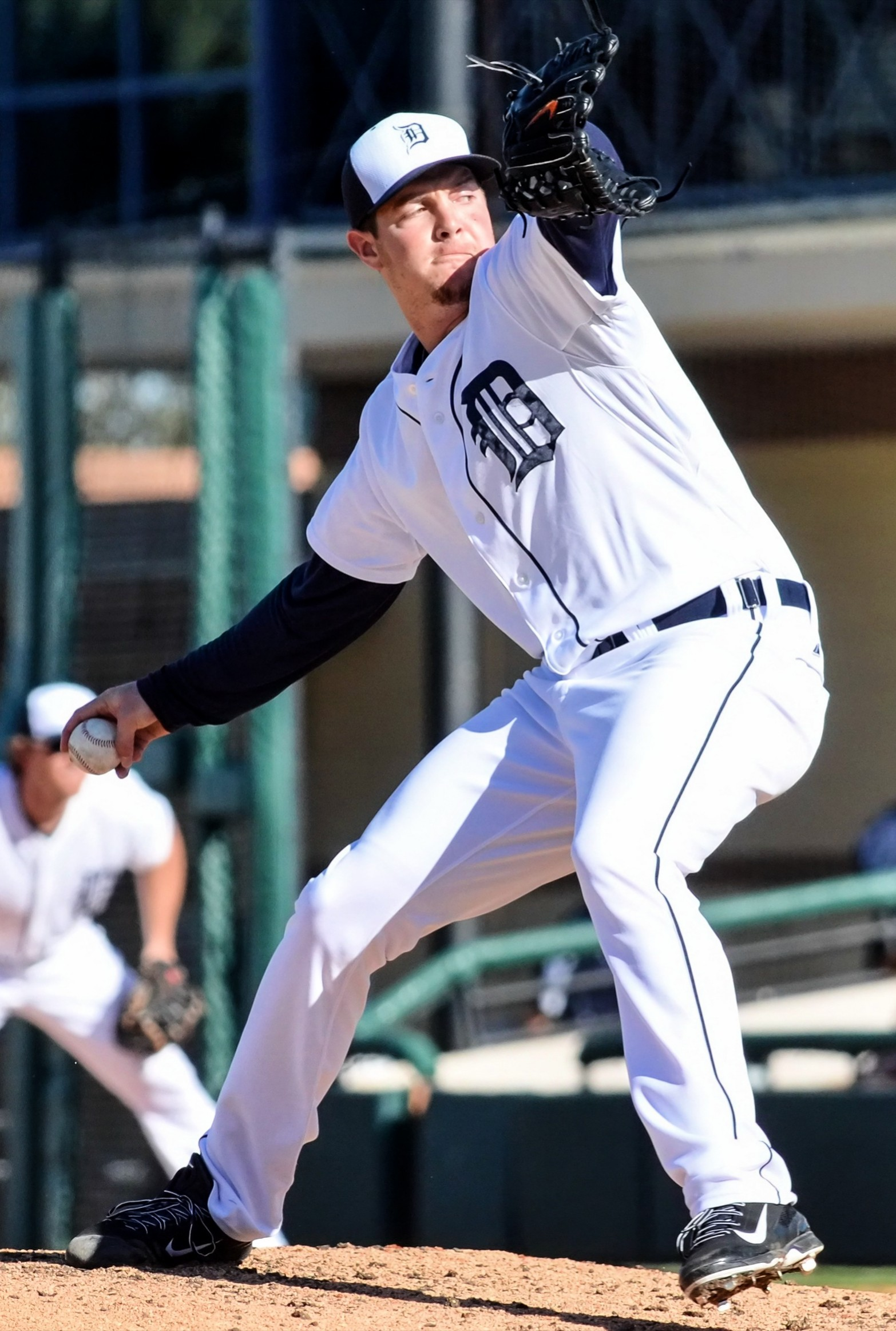
2014年春訓的克涅貝爾

### 德州遊騎兵
2014年7月23日，老虎隊將克涅貝爾和Jake Thompson交易到遊騎兵，換來喬金·索里亞。他在交易後被下放3A，之後他在8月因為尺骨附屬韌帶受傷使得整季報銷。

### 密爾瓦基釀酒人
2015年1月19日，遊騎兵將克涅貝爾、Luis Sardiñas和Marcos Diplán交易到釀酒人，換來尤凡尼·賈亞爾多。
2017年5月，克涅貝爾接替表現不佳的內夫塔利·費利茲，成為球隊的終結者。
2017年6月22日，克涅貝爾寫下連續38場比賽都有送出三振的救援投手紀錄，之後他將這個大聯盟紀錄推進到45場。
2018年4月5日，克涅貝爾弄傷左繩肌，並休息長達1個多月。但他在傷癒回歸後表現不如從前，之後僅拿下2勝3敗，防禦率5.08。
2019年，克涅貝爾在開幕戰沒多久就再次撕裂尺骨附屬韌帶。最終他因為動了湯米約翰手術而造成整季報銷。12月2日，他遭到釀酒人指定讓渡。
2020年，克涅貝爾再次回歸釀酒人。不過他僅出賽15場比賽，防禦率高達6.08。

### 洛杉磯道奇
2020年12月2日，釀酒人將克涅貝爾交易到道奇，換來Leo Crawford。他在隔年5月因為右背受傷而休息到8月中，該年他拿下4勝，防禦率2.45，並拿下3次救援成功。

## 個人生活
克涅貝爾在2015年12月5日結婚，目前育有2名子女。

## 外部連結
- 球員資訊和成績在MLB，ESPN，Baseball-Reference，Fangraphs（英文）
- 柯瑞·克涅貝爾在台灣棒球維基館上的頁面（繁體中文）